# Bathory (album)
 For alternative betydninger, se Bathory. (Se også artikler, som begynder med Bathory)
Bathory er debutalbummet fra det svenske black metalband Bathory.
Den originale titel til albummet var "Pentagrammaton," men det navn blev fjernet da flere læste det som "Pentagon." Pentagrammet blev flyttet bag på albumcoveret og erstattet med et monsterhovede lavet af flere stykker klippet ud fra forskellige gyser-komedier.
Albummet blev første gang trykt i 1000 vinyloplag med en gul ged på coveret i stedet for en hvid. På genudgivelsen af CDen i 1990 er "Storm of Damnation" og outroen ikke nævnt på nummerlisten.

## Numre
1. "Storm of Damnation (Intro)" – 3:06
2. "Hades" – 2:45
3. "Reaper" – 2:44
4. "Necromansy" – 3:40
5. "Sacrifice" – 3:16
6. "In Conspiracy with Satan" – 2:29
7. "Armageddon" – 2:31
8. "Raise the Dead" – 3:41
9. "War" – 2:15
10. "Outro" – 0:22